# Elaenia ruficeps
Az Elaenia ruficeps a madarak osztályának verébalakúak (Passeriformes) rendjébe és a királygébicsfélék (Tyrannidae) családjába tartozó faj.

## Rendszerezése
A fajt August von Pelzeln osztrák ornitológus írta le 1868-ban.

## Előfordulása
Dél-Amerika északi részén, Brazília, Kolumbia, Francia Guyana, Guyana, Suriname és Venezuela területén honos. Természetes élőhelyei a szubtrópusi és trópusi síkvidéki esőerdők, lombhullató erdők, szavannák és cserjések. Állandó, nem vonuló faj.

## Megjelenése
Testhossza 14 centiméter, testtömege 19 gramm.

## Életmódja
Rovarokkal és kisebb gyümölcsökkel táplálkozik.

## Természetvédelmi helyzete
Az elterjedési területe rendkívül nagy, egyedszáma pedig stabil. A Természetvédelmi Világszövetség Vörös listáján nem fenyegetett fajként szerepel.